# Sumu-ilum

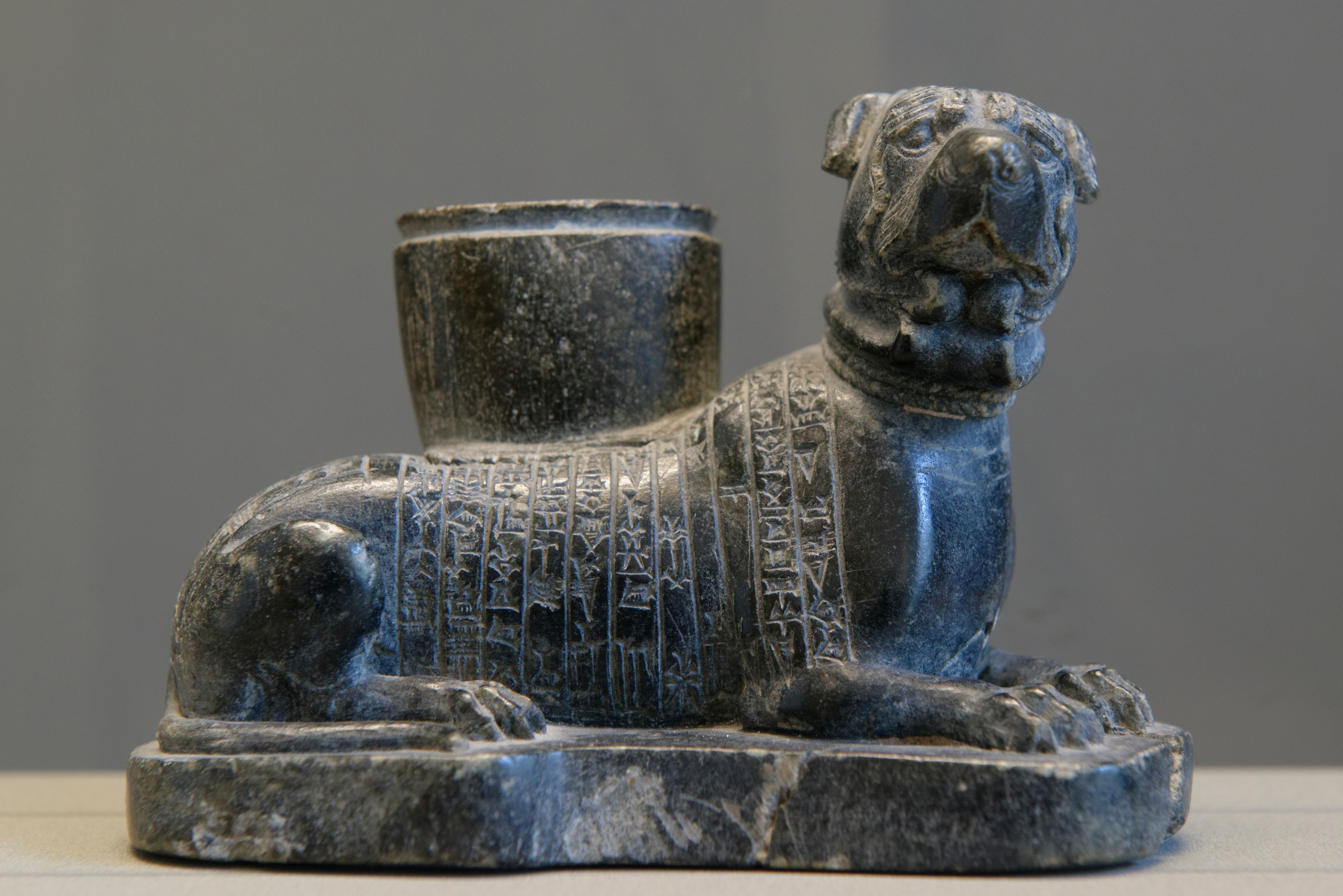
Escultura votiva realizada durante el reinado de Sumu-ilum en Larsa. Museo del Louvre.

Sumu-ilum o Sumu-El fue el séptimo rey de la dinastía amorrea de la ciudad-Estado mesopotámica de Larsa, que gobernó entre los años 1894 y 1866 a. C. (1863 y 1865 a. C. según otras interpretaciones)
Continuó la guerra de su padre Abisare contra Isin, la otra gran potencia regional junto con Larsa. En el transcurso de la guerra recuperó la ciudad de Ur, perdida meses antes, y conquistó las ciudades de Kazallu (1890 a. C.), Kish (1883 a. C.) y Nippur. Con el objetivo de asfixiar la economía de Isin conquistó Eduru-Nanna-isa, una pequeña ciudad situada junto al canal norte de Isin, de manera que pudo haber controlado el suministro de agua que llegaba a la ciudad enemiga y a sus campos. Sin embargo, su plan de construcción de una presa que retuviera el agua no pudo ser llevado a cabo.
Se desconoce si Uruk fue una ciudad vasalla de Larsa antes de Sumu-ilum, pero está claro que ganó su independencia a más tardar en el año 1889 a. C. Es probable que hubiera ganado su independencia sólo unos pocos años antes. En el año 1899 a. C. Sumu-ilum aseguró haber controlado Uruk.
Al final del reinado de Sumu-ilum uno de los canales del río Tigris, que abastecía a Larsa, es desviado para proveer a una ciudad rival que desconocemos. Como consecuencia el agua no fue suficiente para los campos de Larsa y se produjo una hambruna que agitó una rebelión en contra del rey. En el año 1865 a. C. accedió al trono de Larsa Nur-adad, probablemente originario de Lagash.
| Predecesor: Abisare       | Rey de Larsa 1894 a. C. - 1866 a. C.   | Sucesor: Nur-adad   |
| Predecesor: Abisare       | Rey de Lagash 1894 a. C. - 1866 a. C.  | Sucesor: Nur-adad   |
| Predecesor: Bin-Sin       | Rey de Ur 1894 a. C. - 1866 a. C.      | Sucesor: Nur-adad   |
| Predecesor: Bin-Sin       | Rey de Kazallu 1890 a. C. - 1866 a. C. | Sucesor: Nur-adad   |
| Predecesor: ¿Sumu-kanasa? | Rey de Uruk 1889 a. C. - 1866 a. C.    | Sucesor: ¿Nur-adad? |
| Predecesor: Bin-Sin       | Rey de Kirsh 1883 a. C. - 1866 a. C.   | Sucesor: Nur-adad   |
| Predecesor: ¿?            | Rey de Nippur ¿?                       | Sucesor: ¿?         |
| Predecesor: Abisare       | Rey de Eridu 1894 a. C. - 1866 a. C.   | Sucesor: Nur-adad   |